# Dindicodes vigil
Dindicodes vigil là một loài bướm đêm trong họ Geometridae.